# 934

## Esdeveniments
- L'erupció del volcà Eldja provoca la major inundació de basalt coneguda
- Enric I d'Alemanya conquereix Hedeby (regió de Dinamarca)

## Necrològiques
- Emma de França, reina de França
- Muhàmmad ibn Alí al-Xalmaghaní, heretge musulmà de la doctrina azakiriyya.